# تشارلز لوغان
تشارلز لوغان (بالإنجليزية: Charles Logan)‏ هو شخصية خياليّة أداها الممثل جريجوري ايتزن في المسلسل التلفزيوني الأمريكي 24.